# Внутренняя македонская революционная организация
Внутренняя македонская революционная организация (ВМРО; болг. Вътрешна македонска революционна организация) — созданная в 1919 году (как наследница Внутренней македонско-одринской революционной организации; ВМОРО) подпольная организация македонских революционеров (была также классифицирована как террористическая сеть). В организации также приняли участие аромуны и представители других этносов. ВМРО действовала на территориях региона Македонии (Фракии), Болгарии, Сербии (впоследствии Королевства Югославии). Главной целью организации была автономия или полная независимость Македонии.

## Происхождение
Внутренняя македонско-одринская революционная организация была основана в 1893 году в Салониках небольшой группой  македонских и болгарских революционеров, которые считали Македонию неделимой территорией и утверждали, что все её жители, независимо от их религиозной или этнической принадлежности. 
Организация была тайным революционным обществом, действовавшим в конце XIX и начале XX веков с целью добиться автономии Македонии и Адрианополя. Первоначально она выступала против устремлений соседних государств в этом регионе и рассматривала будущую автономную Македонию и южную Фракию как многоэтническое образование. Вполне вероятно, что на ранних этапах деятельности желаемым результатом после автономии стало бы объединение с Болгарией.

## Идеология
Внутренняя македонская революционная организация была основана на базе Внутренней македонско-одринской революционной организации (ВМОРО), действовавшей в 1893—1919 годы.
После раздела Фракии и Македонии в ходе Балканских войн под контролем Османской империи остался район Одрина, тогда как бо́льшую часть географической Македонии получили Греция и Сербия.
После Балканских войн ВМОРО провозгласило идею создания единой Македонии.

После окончания Первой мировой войны ВМОРО фактически распалась в 1919 году на несколько организаций, но ядро партии сохранилось и трансформировалось в ВМРО.

## Межвоенный период
После Первой мировой войны, когда сербская Македония вошла в состав Югославии, боевики ВМРО действовали против представителей королевской сербской власти, устраивая набеги из своей крепости Петрич. Их база в Болгарии оказалась под угрозой из-за Нишского договора, и в 1923 году ВМРО отреагировала на это убийством болгарского премьер-министра Александра Стамболийского при содействии других болгарских элементов, выступавших против него.
В 1925 году греческая армия (против которой также велись атаки организации) начала трансграничную операцию по сокращению территории, на которой базировалась ВМРО, но в конечном итоге она была остановлена Лигой Наций, и атаки ВМРО возобновились.
20 апреля 1929 года вождь хорватских усташей А. Павелич и руководитель ВМРО Ванчо Михайлов подписали декларацию о совместной борьбе против Югославии.
В 1934 году совместно с хорватскими усташами и абвером ВМРО организовала убийство югославского короля Александра I Карагеоргиевича и министра иностранных дел Франции Луи Барту в Марселе (непосредственным исполнителем стал боевик ВМРО Владо Черноземский). В том же году руководитель ВМРО Иван Михайлов объявил о роспуске организации.

## Вторая мировая война[9]
ВМРО приняло участие в создании «независимого» македонского государства в 1944 году.
После освобождения Вардарской Македонии (1941—1944) от Болгарии, югославы пришли к власти и начали гонения на болгар. Началось преследование ведущих македонских болгарских революционеров, которые выступали против деболгаризации.
После установления в Болгарии и Югославии коммунистического режима и создания СФРЮ ВМРО де-факто прекратила своё существование.

## Современный этап
В 1990-е годы националистически ориентированные движения как в Болгарии, так и в Македонии объявили о возрождении ВМРО. В Северной Македонии партии ВМРО-ДПМНЕ и ВМРО-НП являются одними из крупнейших в стране.
В Болгарии националистическая партия «ВМРО — Болгарское национальное движение» также представлена в парламенте.

## Руководители
- Христо Татарчев
- Даме Груев
- Гоце Делчев
- Гёрче Петров
- Борис Сарафов
- Яне Санданский
- Тодор Александров
- Александр Протогеров: 1924—1928
- Иван Михайлов